# Marta Dancingerová
Marta Dancingerová (* 26. září 1991 Znojmo) je česká herečka a spisovatelka.

## Životopis
Narodila se ve Znojmě a dětství strávila v Moravském Krumlově. Po maturitě na brněnské konzervatoři začala v roce 2011 studovat DAMU; na DAMU vystudovala činoherní herectví, byla v ročníku Miroslavy Pleštilové, Michala Pavlaty a Milana Schejbala. Během studia hostovala v Divadle Josefa Kajetána Tyla a Městském divadle Mladá Boleslav. Léta 2016 ztvárnila hlavní roli v televizní pohádce Slíbená princezna.
Má syna Antonína s hercem Markem Pospíchalem. V rozmezí let 2016 a 2019 byla v angažmá ve Švandově divadle, od roku 2020 v divadle působí jako stálý host.
V seriálu Ordinace v růžové zahradě si zahrála boxerku Eriku, která trpí poporodní depresí. V roce 2021 ztvárnila Terezu v seriálu Kukačky, pojednávajícím o rodičích, kterým při porodu vyměnili dítě; roku následujícího 2022 ztvárnila policejní vyšetřovatelku Radku Vrbovou v detektivním seriálu Duch. Od roku 2023 ztvárňuje Báru Veselou v seriálu Zlatá labuť, vysílaném na TV Nova a Voyo.
V roce 2022 vydala knížku pro děti s názvem Nikolas a tajemství Snozemě.
Na podzim roku 2024 byla jednou ze soutěžících 13. řady taneční a televizní show StarDance …když hvězdy tančí. Spolu se svým tanečním partnerem Martinem Prágrem vybojovala druhé místo.

### Dílo
- Nesmělí (2021)
- Nikolas a tajemství Snozemě – dětská kniha (2022)
- Maluj můru nohama vzhůru (2024)[14]

## Filmografie
| Rok       | Název                       | Role              | Poznámky                                 |
| --------- | --------------------------- | ----------------- | ---------------------------------------- |
| 2011      | Westernstory                |                   |                                          |
| 2012      | Martin a Venuše             |                   |                                          |
| 2014      | Krásná neznámá              | kráska            | studentský film                          |
| 2014      | Limbo                       | Tereza            | studentský film                          |
| 2014      | Až po uši                   |                   | televizní seriál                         |
| 2014      | Nevinné lži                 | asistentka        | televizní seriál, díl: „Zrádce“          |
| 2015      | Bez hranic                  | Margita Baniková  | televizní seriál, díl: „Dragon“          |
| 2016      | Slíbená princezna           | Čirá Radost       | televizní film                           |
| 2018      | Specialisté                 | Táňa Šubrtová     | televizní seriál, díl: „Na vlastní pěst“ |
| 2019      | Princip slasti              | Jana              | televizní seriál                         |
| 2019–2021 | Ordinace v růžové zahradě 2 | Erika Šafářová    | televizní seriál                         |
| 2020      | Terapie sdílením            | nevěsta           | internetový seriál, díl: „Rozlučka“      |
| 2020      | Velmi křehké větve          | Yvonina kamarádka | internetový seriál                       |
| 2021      | Kukačky                     | Tereza Kadlecová  | televizní seriál, hlavní role            |
| 2021      | Chyby                       | prodavačka Jarka  |                                          |
| 2022      | Duch                        | Radka Vrbová      | televizní seriál, hlavní role            |
| 2022      | Specialisté                 | Martina Svátková  | televizní seriál, díl: „Fake news“       |
| 2022      | Iveta                       | Věra              | televizní minisérie                      |
| 2023      | Zlatá labuť                 | Barbora Veselá    | televizní seriál, hlavní role            |
| 2024      | Útěk                        | učitelka          | film                                     |

## Divadelní role, výběr
- 2014 Joe Masteroff, John Kander, Fred Ebb: Kabaret, Sally Bowles, Divadlo DISK, režie Lumír Olšovský
- 2015 Lenka Smrčková, Pavel Khek: Chaplin, Paullet Goddardová, Městské divadlo Mladá Boleslav, režie Pavel Khek
- 2016 Tomáš Hrbek, Lucie Kolouchová, Daniel Hrbek: Šoa, Hana Marie Pravda (v alternaci se Zuzanou Onufrákovou), Švandovo divadlo, režie Daniel Hrbek
- 2017 Lenka Smrčková, Pavel Khek: Deburau, Odette (Kolombína), Městské divadlo Mladá Boleslav, režie Pavel Khek
- 2018 Oscar Wilde: Obraz Doriana Graye, Gladys, Švandovo divadlo, režie Martina Kinská
- 2019 Emily Brontë, Marie Nováková: Na Větrné hůrce, Francis, Švandovo divadlo, režie Martin Františák
- 2021 Marius von Mayenburg: Ošklivec, Fanny, Činoherní klub, režie Braňo Holiček
- 2022 William Shakespeare: Macbeth, Lady Macduff, Činoherní klub, režie Ondřej Sokol

## Zajímavosti
V taneční soutěži Stardance prozradila, že její oblíbenec je Karel Čapek.